# Sesuvium edmonstonei
Sesuvium edmonstonei är en isörtsväxtart som beskrevs av Joseph Dalton Hooker. Sesuvium edmonstonei ingår i släktet Sesuvium och familjen isörtsväxter. Inga underarter finns listade i Catalogue of Life.

## Bildgalleri

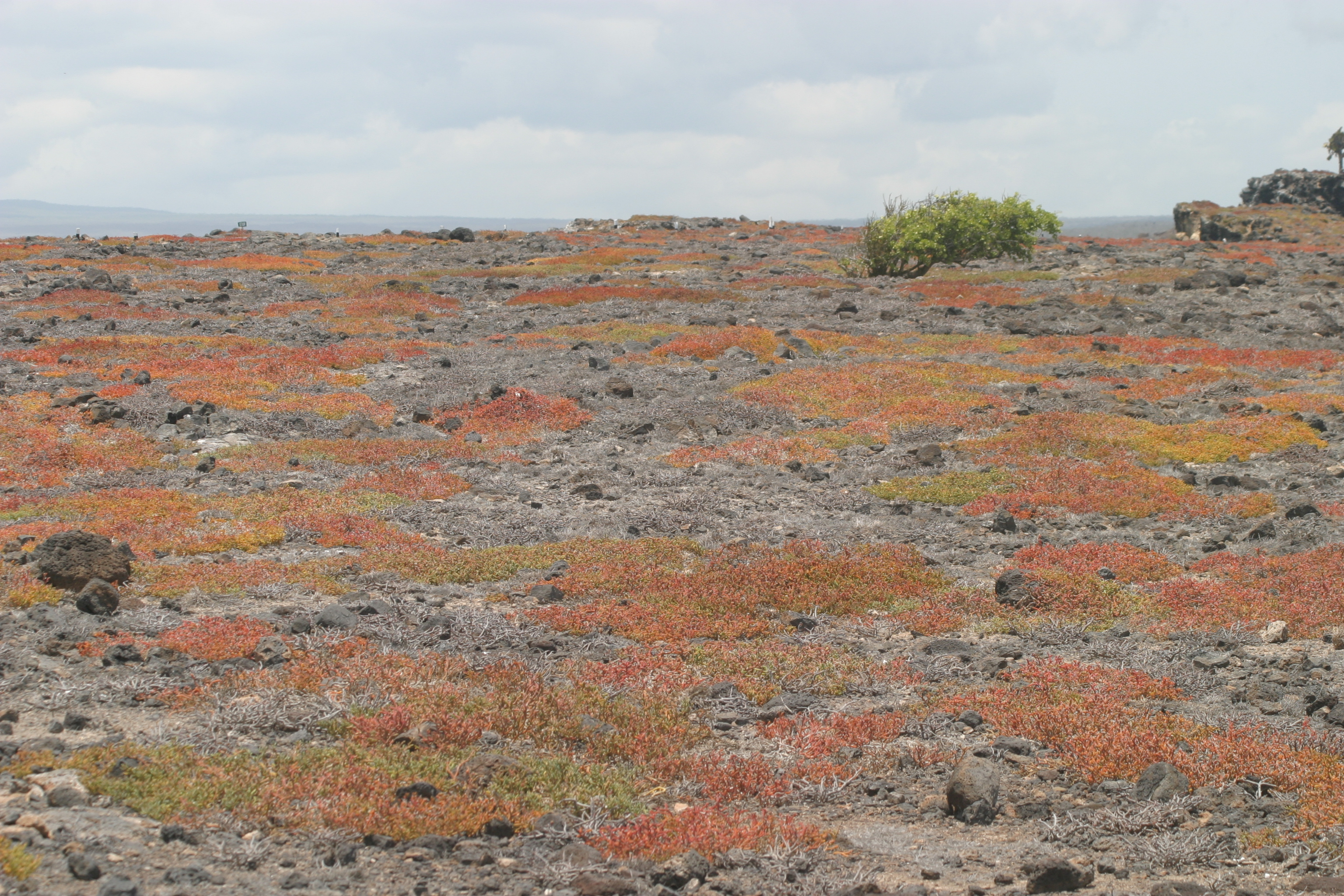
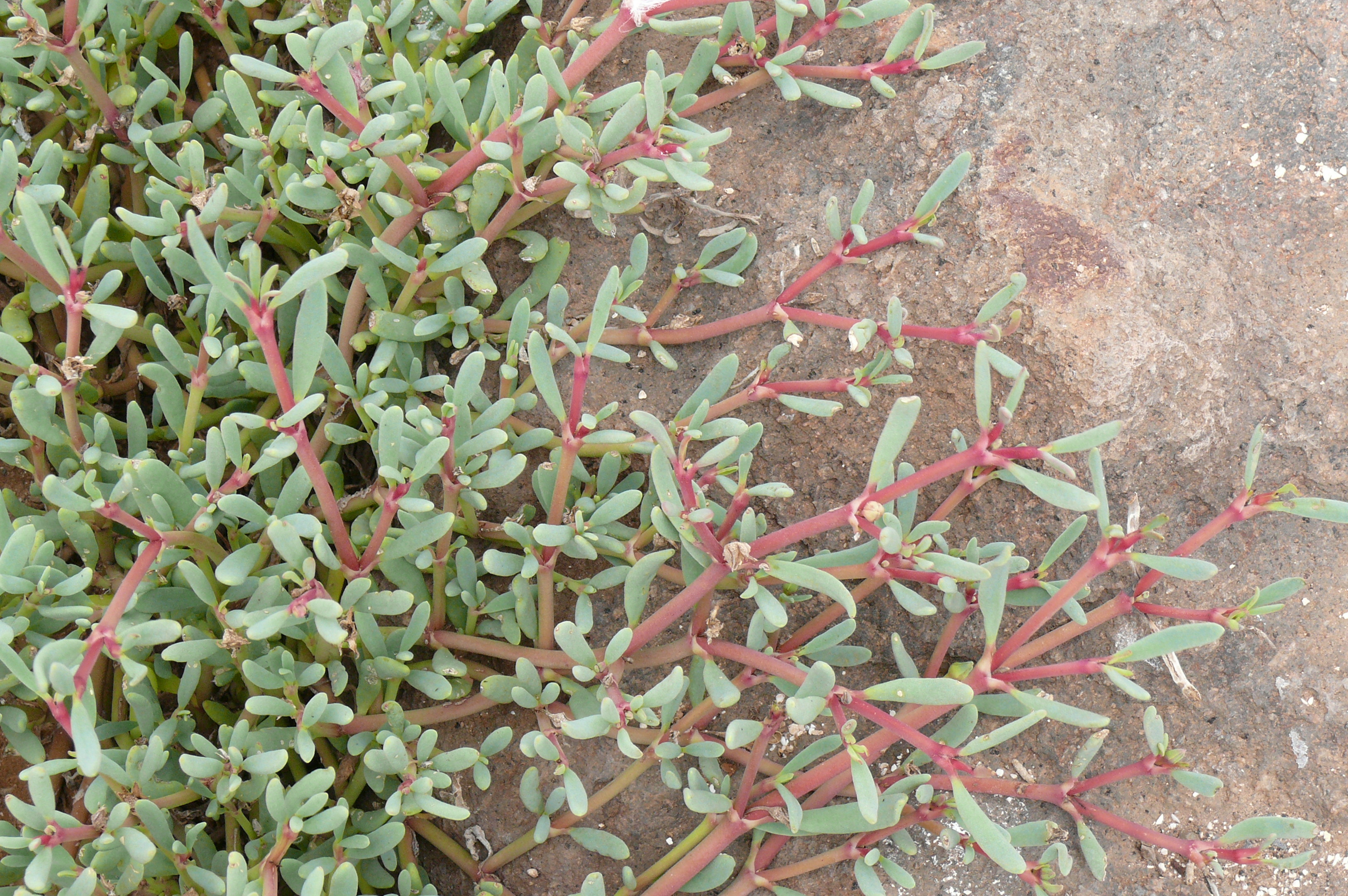